# Кунашир
Кунашир (на японски: 国後島 Кунасири-то) е крайният югозападен остров от южната група на Голямата верига на Курилските острови. Според административно-териториалното устройство на Русия, Кунашир влиза в състава на Сахалинска област. Принадлежността на острова е оспорвана от Япония, която разглежда неговата територия като част от подпрефектура Немуро на префектура Хокайдо. Най-разпространената версия за името на остров Кунашир е, че в превод от айнски език означава „черен остров“.

## География
Кунашир се простира на 123 km от североизток на югозапад, а ширината му варира от 4 до 30 km. Площта му е около 1550 km2. Разположен е между проливите Екатерина на североизток (отделя го от остров Итуруп), Кунаширски и Измяна на югозапад (отделят го от остров Хокайдо) и Южнокурилски на югоизток (отделя го Малката Курилска верига). По цялото протежение на острова се простира верига от вулкани, от които два са действащи – Тятя (1819 m) и Руруй (1485 m) в хребета Докучаев. Югозападно от ниските провлаци Южнокурилски и Серноводски са разположени действащите Вулкан на Менделеев и Вулкан на Головнин. Островът е изграден от вулканични и кристалинни скали. Има множество горещи извори. Климатът е мусонен. Покрит е със смърчови и борови иглолистни гори, смесени и широколистни гори с лиани и подлес от курилски бамбук. Високите части са обрасли с каменни брези и кедров клек. На източното крайбрежие е разположен град Южнокурилск.
Остров Кунашир е открит на 1 юли 1643 г. от холандския мореплавател Мартин Геритсон де Фриз по време на плавенето си в северозападната част на Тихия океан.

## Топографски карти
- Лист от карта K-55-II Головнино. Мащаб: 1 : 200 000. Състояние на местността към 1974-81 год. Издание 1984 г.[7]
- Лист от карта L-55-XXXII Южно-Курильск. Мащаб: 1 : 200 000. Указать дату выпуска/состояния местности.
- Лист от карта L-55-XXXIII влк. Тетя. Мащаб: 1 : 200 000. Указать дату выпуска/состояния местности.